# Живучка (список таксонов)
Живу́чка, живу́чки (от рус. живучий, возможно, от итал. Erba viva) — научное (или устаревшее научное), а также обиходное или диалектное народное название для большого числа растений, основным качеством которых представляется их особенная выносливость, неприхотливость и способность нормально жить и развиваться в таких условиях, в которых все другие растения чахнут или погибают.
В основном, приведённые ниже живучки относятся к двум семействам: Яснотковые (Lamiaceae) и Толстянковые (Crassulaceae). Кроме того, научное название живучка до конца XIX века применялось к двум родам из этих семейств. Один из них до сих пор носит ботаническое название Живучка (семейство Яснотковые), а другой в современной версии выглядит как Молодило (ранее также живучка, семейство Толстянковые).

## Основные таксоны
- Живучка или аю́га (лат. Ajuga, итал. Erba viva) — конвенционально принятое научное название рода травянистых многолетних (редко однолетних) растений из семейства губоцветных (лат. Labiatae),[1] включающего в себя немногим менее ста видов, самый известный из которых — живучка ползучая,[2] растение, отличающееся очень большой выносливостью и приспособляемостью.
- Живучка или колосница (лат. Stachys)[3] — народное диалектное название травянистых сорных растений из рода Чистец семейства Яснотковые (лат. Lamiaceae), в частности, чистеца однолетнего или чистеца лесного, растений, известных своей неприхотливостью.

- Живучка или чернозябник (лат. Stachys palustris) — одно из народных названий чистеца болотного из семейства Яснотковые (лат. Lamiaceae), нередко встречающегося на самых неугодных заболоченных землях.
- Живучка или русская буквица (лат. Ajuga genevensis) — одно из народнох местных названий живучки женевской, выносливого растения, распространённого по всей Европе, от горных районов до крайнего севера.

- Живучка или молоди́ло (лат. Sempervivum)[1] — устаревшее научное название рода многолетних суккулентных травянистых растений из семейства Толстянковые (лат. Crassulaceae). Название «живучка» представляет собой почти прямой перевод латинского имени рода Sempervivum («всегда живой»), отражая способность этих растений селиться в самых непригодных для жизни местах и переносить долгое отсутствие влаги.

- Живучка или заячья капуста (лат. Sempervivum globiferum) — народное обиходное название Молодила шароносного, одного из северных видов, широко произрастающего на территории России. Эти растения можно встретить «вечно живыми» и на раскалённых камнях, и вытаявшими из-под снега.
- Живучка или подснежник (лат. Sempervivum tectorum) — народное обиходное название Молодила кровельного, ещё одного северного вида из старого рода живучка, способного расти и выживать на крышах (кровлях), в расщелинах камней, на отвесных скалах и в других самых неугодных местах.

- Живучка,[9] зверобой женский или петров крест (лат. Gentiana cruciata) — одно из народных обиходных названий горечавки крестовидной,[10] многолетнего травянистого сорного растения из семейства Горечавковые (лат. Gentianaceae), способного выживать в самых трудных условиях, уцелеть после любой прополки и даже цвести заметными синими соцветиями.

## Галерея живучек
- Живучка ползучая 
(Ajuga reptans)
- Чистец лесной 
(Stachys sylvatica)
- Чистец болотный 
(Stachys palustris)
- Живучка женевская 
(Ajuga genevensis)
- Молодило русское 
(Sempervivum ruthenicum)
- Молодило кровельное 
(Sempervivum tectorum)
- Молодило шароносное 
(Sempervivum globiferum)
- Горечавка крестовидная 
(Gentiana cruciata)